# 萊恩群島盔魚
萊恩群島盔魚，為輻鰭魚綱鱸形目隆頭魚亞目隆頭魚科的其中一種，分布於中東太平洋萊恩群島海域，棲息深度4-46公尺，體長可達9.2公分，棲息在沙底質礁石區海域，生活習性不明。

## 擴展閱讀
維基物種上的相關：萊恩群島盔魚